# Scytodes piyampisi
Scytodes piyampisi là một loài nhện trong họ Scytodidae.
Loài này thuộc chi Scytodes. Scytodes piyampisi được miêu tả năm 2005 bởi Rheims et al..